# Tschetwerikow MDR-3
Die Tschetwerikow MDR-3 (russisch Четвериков МДР-3) ist ein sowjetisches Flugboot, das Anfang der 1930er Jahre von Igor Tschetwerikow entwickelt wurde, aber aufgrund ungenügender Leistungen ein Prototyp blieb. Das Kürzel MDR steht für Morskoi dalni raswedtschik (russisch МДР, Морской дальний разведчик), Seefernaufklärer.

## Geschichte
Als Igor Tschetwerikow 1931 in das Zentrale Entwicklungsbüro (ZKB) für Seeflugzeuge eintrat, erhielt er als Erstes den Auftrag zur Entwicklung eines seetüchtigen Flugboots zur Langstreckenaufklärung. Unter der Projektnummer 11 entstand nach dem Grundentwurf von Robert Bartini ein halbfreitragender Schulterdecker mit abgestrebtem Höhenleitwerk und darauf aufgesetzten, durch eine Querstrebe miteinander verbundenen doppelten Seitenleitwerksscheiben. Die Tragfläche übernahm der Konstrukteur von dem etwa zur selben Zeit im ZKB in der Entwicklung befindlichen Bombenflugzeug Grigorowitsch TB-5. Der zweifach gestufte Bootsrumpf wurde durch zwei unter dem Tragflügel befindlichen einstufigen Stützschwimmern beim Rollen auf dem Wasser sowie bei Start und Landung stabilisiert. Die vier Antriebe waren zu je einem Paar in zwei Tandemgondeln auf einem Strebengerüst auf dem Tragflächenmittelstück parallel nebeneinander in Zug- und Druckkonfiguration angeordnet.
Nach einer relativ kurzen Bauphase konnte die MDR-3 noch im Dezember 1931 fertiggestellt und zur Erprobung nach Sewastopol überführt werden. Dort führte ZKB-Einflieger B. L. Buchgolz am 14. Januar 1932 den Erstflug durch. Die weitere Erprobung offenbarte ungenügende Flugleistungen; so wurden eine ungenügende Steigleistung und ein Gipfelhöhe von lediglich 2200 m bemängelt. Die Flüge wurden deshalb am 25. März des Jahres eingestellt und die MDR-3 zur Überarbeitung an die Konstruktionsabteilung für Versuchsflugzeugbau (KOSOS) innerhalb des Zentralen Aerohydrodynamischen Instituts (ZAGI) übergeben. Dort behielt der zuständige Konstrukteur Iwan Pogosski lediglich die Rumpfstruktur bei und entwickelte daraus die Tupolew MDR-4.

## Technische Daten
| Kenngröße                   | Daten                                                     |
| --------------------------- | --------------------------------------------------------- |
| Besatzung                   | 6                                                         |
| Spannweite                  | 32,20 m                                                   |
| Länge                       | 21,90 m                                                   |
| Höhe                        | 7,05 m                                                    |
| Flügelfläche                | 153,0 m²                                                  |
| Flügelstreckung             | 6,8                                                       |
| Leermasse                   | 8.928 kg                                                  |
| Startmasse                  | 13.973 kg                                                 |
| Antrieb                     | vier wassergekühlte Zwölfzylinder-V-Motoren BMW VI        |
| Startleistung Dauerleistung | 680 PS (500 kW) bei 1600/min 500 PS (368 kW) bei 1460/min |
| Höchstgeschwindigkeit       | 210 km/h in Bodennähe                                     |
| Landegeschwindigkeit        | 110 km/h                                                  |
| prakt. Gipfelhöhe           | 2.200 m                                                   |
| Reichweite                  | 1.600 km                                                  |
| max. Flugdauer              | 8,0 h                                                     |
| Bewaffnung                  | acht 7,62-mm-MG Degtjarjow DA                             |